# إعصار قمعي

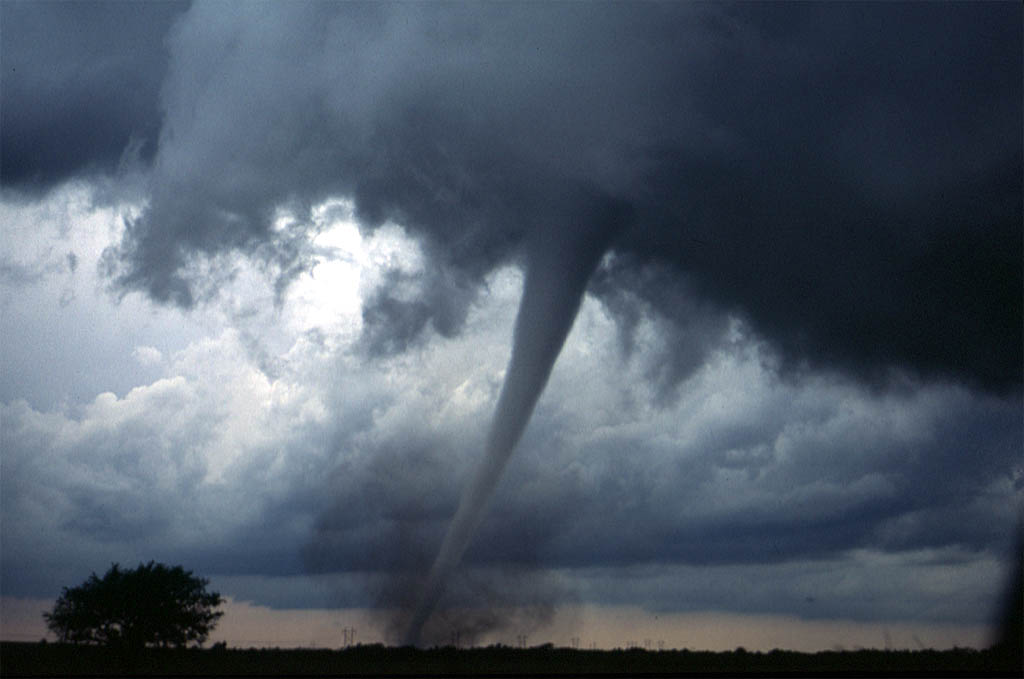
إعصار قمعي بالقرب من أنادارك أوكلاهوما

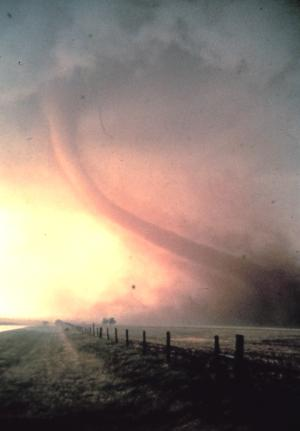
إعصار قمعي

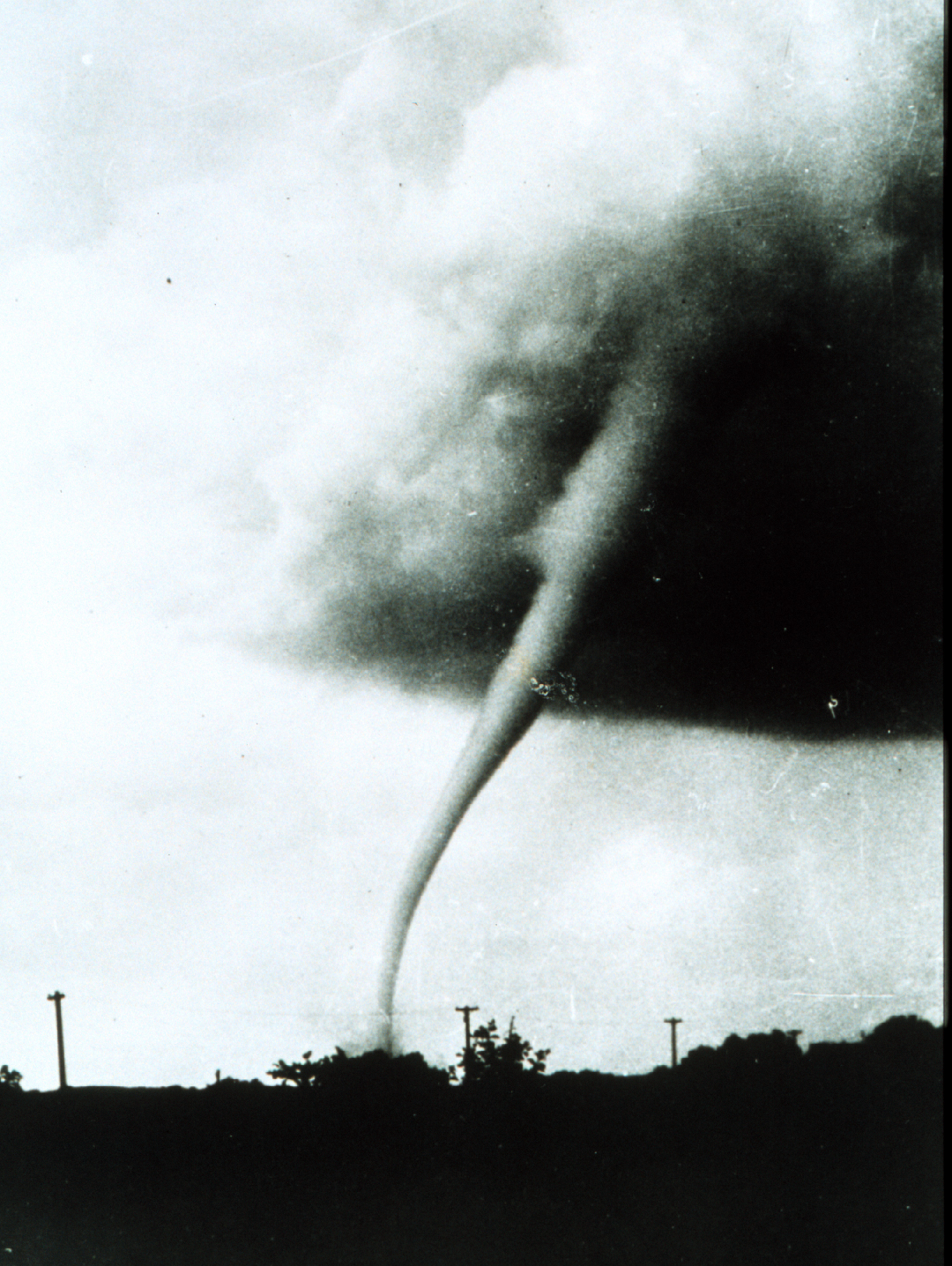
إعصار قمعي في كانساس عام 1949

الإعصار القُمْعيّ (ملاحظة 1) هو عاصفة هوائية عنيفة تتميز بغيمة مخروطية دوارة وقمع متكثف وغيمة من الغبار الدوار حول التورناِدو.
تحدث هذه العواصف العنيفة بشكل خاص في مناطق أمريكا الوسطى وأمريكا الجنوبية إضافة إلى بعض مناطق الولايات المتحدة الأمريكية. هي عاصفة دوارة هائلة تدور حول مساحة من الضغط الجوي المنخفض ولكن سرعتها لا تقل عن 40ميل (64 كيلومتر) الساعة وطرانيد الهاركين بصفة عامة هي عواصف استوائية عاتية وشديدة وتتولد جنوبي المحيط الأطلنطي وبحر الكاريبي وخليج المكسيك وشرق المحيط الباسفيكي. وهذه الطرانيد تجمع الحرارة والطاقة من خلال ملامستها لمياه المحيط الدافئة والبحار الدافئة من مياهه تزيد من قوتها لتدور العاصفة حول عين الطرناد عكس إتجاه دوران الساعة في النصف الشمالي من الكرة الأرضية (و تدور في الإتجاه المعاكس في النصف الجنوبي من الكرة الأرضية). وسرعة رياحها 74 ميلا في الساعة. وعندما تصل لليابسة تسبب أمطار غزيرة وفيضانات، وشدة الرياح القوية تسبب موجات سواحلية تجرف الأشجار والمباني والسيارات في طريقها. لهذا تعتبر الاعاصير أحد الكوارث الطبيعية التي تصيب البشر والحيوانات وتهدد البيئة ورغم ضراوتها إلا أنها ضرورية كمظهر من مظاهر مناخ الكرة الأرضية لأنها تنقل الحرارة والطاقة من المنطفة الاستوائية للمناطق الباردة بإتجاه القطبين.
طرناد الهاركين هو عاصفة دوارة كبيرة تدور حول مساحة ضغطها الجوي قليل وتهب رياحها بشدة بسرعة 74 ميل في الساعة والعاصفة ترتفع 10اميال وباتساع 500 ميل والظواهر العادية المصاحبة للهاركين، الرياح القوية وعلو موجات المحيط التي يصاحبها الفيضانات والأمطار الغزيرة وارتفاع مستوي المحيط وتسبب دماراً هائلاً عندما تمر العاصفة فوق اليابسة مما يضعف هذه العاصفة المدمرة بسبب احتكاكها لسطح الأرض وفقدانها لطاقتها ويجعل عين الطرناد تملأ بالسحب وتموت. وإلى الآن لاتوجد قواعد من الأحوال الجوية تنبئنا بمكان نشوء الطرناد لكي يمكن التعرف علي مساره عندما يتكون. ويتم تتبع مساره عن طريق الأجهزة والأقمار
الصناعية والطائرات المجهزة خلال دورته الوجودية وحتى يخبو.وطرانيد الهاركين بصفة عامة هي عواصف استوائية عاتية وشديدة وتتولد جنوبي المحيط الأطلنطي وبحر الكاريبي وخليج المكسيك وشرق المحيط الباسفيكي.
وهذه الطرانيد تجمع الحرارة والطاقة من خلال ملامستها لسطح مياه المحيط الدافئة التي تزيد عن 26 درجة مئوية والبخار الدافئ فوق مياهه يزيد من قوتها ويسبب منطقة متخلخلة وقليلة الضغط الجوي فوق سطح الماء وتدور كعاصفة بدوران الأرض حول عين الطرناد بعكس إتجاه دوران الساعة حيث تتركز حول منطقة منحفضه يقل فيها الضغط الجوي وتهب فيها رياح قوية وكل هذا النظام العاصفي ارتفاعه عشرة أميال واتساعه 500 ميل ويتحرك للأمام كدوامة بسرعة 20 ميل في ساعة.وسرعة رياحها 74 ميلا في الساعة. وعندما تصل لليابسة تسبب الأمطار الغزيرة والفيضانات، وشدة الرياح القوية تسبب موجات سواحلية تجرف الأشجار والمباني والسيارات في طريقها. لهذا تعتبر الأعاصير أحد الكوارث الطبيعية التي تصيب البشر والحيوانات وتهدد البيئة ورغم ضراوتها إلا أنها مظهر من مظاهر مناخ الكرة الأرضية لأنها تنقل الحرارة والطاقة من المنطقة الاستوائية للمناطق الباردة بإتجاه القطبين. وكثير من الهوريكنات تتوغل شمالا وجنوبا لتتحرك في مناطق بها رياح غربية فتعكس إتجاه الهاركين ناحية الشرق.
وكلما إتجهت ناحية القطبين اكتسبت سرعة قد تصل من 20 –30 ميلا لترحل مسافة 300 –400 ميلا يوميا لتقطع 3000 ميل قبل أن تموت. وهذه الهوريكونات الاستوائية تقع سنويا ما بين شهري يونيو ونوفمبر في المحيط الأطلنطي وشرق الباسفيكي وجنوبه بشمال خط لاستواء وجنوبه. وفي أستراليا والمحيط الهندي تقع ما بين نوفمبر وأبريل. وكلمة الهاركين hurricane تطلق فقط علي العواصف الاستوائية التي تقع في الإطلنطي: يطلق علي طرنادات الباسفيكي typhoons وكلمة cyclones تطلق على عواصف المحيط الهندي ويطلق على هذه العواصف أسماء تبدأ أبجديًا بحرف 'A', و'B' إلى آخره ويكون الاسم مرة اسم رجل ثم اسم امرأة بالتناوب. وأهم هذه الظواهر التي تصاحب هذه العواصف الاستوائية الرياح العاتية التي تسبب ارتفاع موج المحيط ليصل إلى 15 متر والفيضانات العارمة وارتفاع مستوى المياه به والأمطار الغزيرة لأنه يبخر 2 مليار طن ماء يوميًا ويصبها كمطر. وعندما يجتاح اليابسة ويحتك بها يدمر بعنف كل مافي طريقه مما يفقده طاقته وشدته. فتملأ عينه بالسحب ويخبو إلى موته. ولا يمكن التنبؤ ببدء نشوء مكان طرناد الهاركين الكاسح لكن يمكن التنبؤ بطريق سيره بعد تكوينه من خلال أماكن رصدهم أجهزة الرادار.
أسرع طرناد في العالم وقع في تكساس بالولايات المتحدة إذ بلغت سرعته 450 متر في الدقيقة.
والطرانيد تدور في نصف الكرة الشمالي في عكس اتجاه عقارب الساعة، وتدور في نصفها الجنوبي مع عقارب الساعة وتنشأ بين خطي عرض5 و 20 شمال وجنوب خط الاستواء، حيث تصل درجة حرارة سطح الماء في بحار ومحيطات تلك المناطق إلى 27 درجة مئوية في المتوسط.
وتتحرك عادة من منخفضات استوائية دافئة بسرعات أقل من 39 ميلا بالساعة، ثم تزداد سرعاتها بالتدريج حتى تتعدى 72 ميلا بالساعة، فتصل إلى أكثر من 180 ميلا بالساعة، وعند هذا الحد فانها تسمى باسم:
الطرانيد العملاقة (Super-HurricanesorMegastorms) ومثل هذه الطرانيد العملاقة تضرب شواطئ كل من أمريكا الشمالية والجنوبية، وأفريقيا الجنوبية، وخليج البنغال، وبحر الصين، وجزر الفلبين، وأندونيسيا، وشبه جزيرة الملايو في حدود ثمانين مرة في السنة، وتجمع تحت مسمى الطرانيد الاستوائية (Tropical Cyclones), أما الطرانيد الحلزونية فيهب منها سنويًا بصفة عامة ما بين 30 و 150 طرنادًا فوق البحار الدافئة ويصل طول الواحد منها إلى 1500 كيلو متر، وتقدر قوته التدميرية بقوة قنبلة نووية متوسطة الحجم.

## تسمية الطرانيد أو الأعاصير القمعية
والطرانيد التي تضرب شواطئ الأمريكتين تسمي باسماء خاصة من مثل طرناد أندروم (AndrewCyclone) وطرناد هوجو (HugoCyclone) وطرناد كاميل (CamilleCyclone), وطرناد فلويد (FloyedCyclone). 

2020

## طرناد فلويد (FloyedCyclone)
طرناد فلويد ضرب الشواطئ الشرقية لأمريكا الشمالية في 8/9/1999 م بحجم تجاوز مئات الكيلو مترات المكعبة، وبسرعة بلغت 250 كيلو مترًا في الساعة فأدى إلى هجرة ثلاثة ملايين شخص من سكان تلك الشواطئ الذين فروا مفزوعين في طابور من السيارات بلغ طوله 320 كيلو مترًا، وهدد هذا الطرناد قاعدة كيب كينيدي لإطلاق صواريخ الفضاء التي شُددت الحراسة عليها خوفًا من تدمير قواعد إطلاق الصواريخ والمركبات الفضائية المخزونة في عنابرها والتي تكلفة الواحدة منها أكثر من بليوني دولار أمريكي، ولولا أن الطرناد تجاوز ولايةفلوريدا متوجها شمالًا إلى ولاية شمال كارولينا لحدثت كارثة حقيقية في تلك المنطقة، وقد صاحب طرناد فلويدا هذا هطول أمطار مدمرة على طول الساحل الشرقي للولايات المتحدة الأمريكية، وقد تركت تلك الأمطار أكثر من خمسين قتيلًا ومئات الجرحى، وقد تعلق آلاف الأفراد بأغصان الأشجار، وصعدوا أسطح المنازل خوفًا من الغرق، كما ارتفعت الأمواج في البحار المجاورة لأكثر من عشرين مترًا مما هدد الكثير من المنشآت والزوارق البحرية والسفن بالغرق.

## كيفية تكوينه
عندما ترتفع درجة حرارة الماء في البحار الاستوائية إلى درجة حرارة تتراوح بين 30-27 درجة مئوية فإنه يعمل علي تسخين طبقة الهواء الملاصقة له، وبتسخينها يخف ضغط الهواء فيتمدد ويرتفع إلى أعلى ويكون منطقة ضغط منخفض تنجذب إليها الرياح من مناطق الضغط المرتفع المحيطة فتهب عليها من كل اتجاه مما يؤدي الي تبخر الماء بكثرة وارتفاع هذا البخار الخفيف إلى أعلى وسط الهواء البارد فتحمله الرياح وتزجيه أي تدفعه ببطء، وتؤلف بينه وترفعه إلى أعلى في عملية ركم مستمرة تؤدي إلى زيادة رفعه إلى أعلى، وزيادة شحنه بمزيد من بخار الماء الذي يبدأ في التكثف والتبرد فتتكون منه قطرات الماء الشديدة البرودة، وكل من حبيبات البرد وبلورات الثلج، وبمجرد توقف عملية الركم يبدأ المطر في الهطول.
وقد يصاحب هذا الهطول العواصف البرقية والرعدية، والسيول ونزول كل من البرد والثلج. ومع مزيد من هذا التكثف لبخار الماء ينطلق قدر من الحرارة يزيد من انخفاض ضغط الهواء مما يشجع على مزيد من الأمطار، وبتكرار تلك العمليات يزداد حجم منطقة الضغط المنخفض فوق البحار الاستوائية، وبزيادة حجمها يزداد حصرها بين مناطق باردة ذات ضغط مرتفع، مما يزيد الفرص أمام تكون السحب وإزجائها والتأليف بينها وركمها؛ وبالتالي يزيد من شحنها ببخار الماء. ومن إمكانية إنزالها المطر الدافق بإذن الله (أي تكون المعصرات).
وتأثرا بدوران الأرض حول محورها من الغرب إلى الشرق أمام الشمس، تبدأ الكتل الهوائية ذات العواصف الرعدية والبرقية في الدوران بعكس اتجاه عقرب الساعة في نصف الكرة الشمالي، ومع عقارب الساعة في نصف الكرة الجنوبي، وفي هذا الدوران تحدث عاصفة هوائية شديدة السرعة تعرف باسم الأعاصير الاستوائية أو الأعاصير المدارية أو الإعصار الاستوائي (أو المداري) البحري أو باسم الإعصار الحلزوني المداري (TropicalCyclone) وتأخذ سرعة العاصفة في إلى 120 كيلو مترا في الساعة، فتصبح طرنادًا حقيقيًا له قلب ساكن من الهواء الساخن يسمى عين الإعصار تتراوح سرعة الرياح فيه بين الصفر وأربعين كيلو مترا في الساعة، وتدور حول عين الطرناد دوامات من العواصف الرعدية المدمرة والمصاحبة بتكون السحاب الثقال المليئة ببخار الماء وقطراته (المعصرات) وبتكون كل من البرد والثلج، وهطول الأمطار المغرقة وحدوث البرق والرعد.
من ذلك يتضح أن تسخين ماء البحار والمحيطات يلعب دورا أساسيًا في تكوين كل من الطرانيد.
ومن هنا أيضًا كانت الدورات المناخية التي تكون كلًا من ظاهرة النينو (El-Nino) التي تدفئ ماء المحيط الهادي، واللانينا (La Nina) التي تبرده من العوامل التي تلعب دورًا مهما في عملية تكون الأعاصير.

## النينو واللانينا
وظاهرة النينو هي ظاهرة مناخية تجتاح بحار ومحيطات نصف الأرض الجنوبي بطريقة دورية، وعلى فترات متتابعة مدة كل منها ثمانية عشر شهرًا تهيمن خلالها هذه الظاهرة علي المحيطين الهادي والهندي فتبدأ بتسخين الطبقة العليا من ماء هذين المحيطين خاصة إلى الغرب من شواطئ أمريكا الجنوبية مما يؤدي إلى سيادة الجفاف في بعض المناطق، وتكون دوامات هوائية وطرانيد مدمرة في مناطق أخرى مثل حوض الأمازون، أستراليا، الجزر الإندونيسية والماليزية وغيرها. ويعين على ذلك هبوب رياح شرقية ضعيفة، ورياح غربية قوية.
أما ظاهرة لانينا فإنها تحدث أثرًا معاكسًا حيث يتكون فيها نطاق من الهواء الساكن بين حزامين من كتل الهواء النشطة مما يعين على تشكل الأعاصير المصاحبة بالعواصف الرعدية الممطرة.
وباستمرار زيادة معدلات التلوث في بيئة الأرض، ترتفع درجة حرارة الطبقة الدنيا من غلافها الغازي، وبارتفاعها تزداد فرص تكون الأعاصير البرقية والرعدية الممطرة زيادة كبيرة في العدد، وفي الشدة والعنف مما يتهدد أكثر مناطق الأرض عمرانا بالدمار الشامل من مثل كل من أمريكا الشمالية والجنوبية، أستراليا، وجزر المحيطين الهادي والهندي.
فهذه الأعاصير تصل سرعتها إلى 320 كيلو مترًا في الساعة، فتحرك الماء في البحر والمحيطات إلى عمق180 مترًا، محدثة جدارًا من الماء يزيد ارتفاعه على عشرة أمتار يندفع إلى المدن الساحلية، ويعمل علي تدميرها، كما حدث لجزيرة (الدومينيكان) في البحر الكاريبي بواسطة طرنادي (ديفيد) و (فريدريك) DavidandFrederickcyclones في أغسطس سنة 1979 م. وبطرنادألن (Allencyclone) في سنة 1980 م مما أدى إلى تدمير 80% من المساكن، وتشريد أكثر من75% من سكان تلك الجزيرة.
وكما حدث للعديد من جزر أمريكا الوسطى الأخرى من مثل جزيرتي الترك وكيكوس (TurksandCaicos)
واللتين دمرتا تدميرا كاملا بواسطة طرناد كيت (HurricaneKate) الذي ضرب الجزيرتين في سنة 1985 م.
ومن مثل الطرانيد التي ضربت وسط فيتنام سنة 1985 م وأدت إلى مقتل875 شخصًا وتدمير نحو الخمسين ألف مسكن تدميرًا كاملا، وإلى الإضرار بأكثر من230,000 بيت وبعدد من البنيات الأساسية.
وقد أغرقت الأمطار مساحات شاسعة من بوليفيا حين ظلت تهطل بغزارة لمدة سبعة شهور متواصلة تقريبا في الفترة من أكتوبر1985 م إلي أبريل1986 م علي المنطقة حول بحيرة تيتيكاكا(Titicaca) مما أدى إلى رفع منسوب الماء في البحيرة بثلاثة أمتار، وإلى إغراق أكثر من عشرة آلاف هكتار من المزروعات، وإلى تدمير أكثر من5,000 منزل وتشريد أكثر من25,000 نسمة.
كذلك أغرقت فيضانات سنة 1988 م ثلاثة أرباع مساحة بنجلادش فدمرت3,6 مليون مسكن، وشردت25 مليون نسمة، وقضت على أغلب المحاصيل الزراعية وأتلفت العديد من البنيات الأساسية، وأغرق طرناد ميتش أرض هندوراس في سنة 1998 م بفيضانات وسيول مدمرة قتلت أكثر من5500 نفس وشردت عشرات الآلاف.

## أجزاء الطرناد أو الإعصار قمعي
عند تكون الطرناد نجد أنه يتكون من ثلاثة أجزاء:
العين: مركز الدوران وبه ضغط منخفض وهادئ، جدار العين: المنطقة حول العين وبها أسرع وأعنف رياح. موجات المطر: موجات من العواصف الرعدية التي تدور نحو الاتجاه الخارجي للعين وهي جزء من دورة التبخر والتكثيف، التي تغذي العاصفة.

## الحجم والموقع
تتباين الطرانيد في أحجامها فنجد أن بعضها ذات حيز ضيق، وتخلف وراءها القليل من الأمطار والرياح. والبعض الآخر أكبر وأوسع وتنتشر رياحه وأمطاره لمئات أو آلاف الأميال.

## عمر الطرناد
قد يصل عمر الطرناد إلى 10 أيام، وهناك طرانيد تبقى فترة أطول من ذلك، وغالبا ما تجول الطرانيد منطقة كبيرة أثناء فترة حياتها. ويؤثر الطرناد على منطقة ما، ليوم أو يومين فقط. وقد لا تصل معظم الطرانيد إلى الحد الأقصى من قوتها قبل أن تصل إلى مرحلة التلاشي والزوال سواء بتناقص قوتها على سطح الأرض أو في المحيطات الباردة فقط.

## أنواع الطرانيد أو النكب
- الطرناد (إف 0): تتراوح سرعة الرياح فيه ما بين 40 و 72 ميل في الساعة (64 و115 كيلومتر في الساعة وهذا التورناِدو لا يحدث أي ضرر تقريبًا.
- الطرناد (اف1): تتراوح سرعة الرياح فيه ما بين 73 و 112 ميل في الساعة. وحتى هذا النوع من الطرانيد بإمكانه خلع الألواح الصخرية من أرفف المنازل، ودفع السيارات المتحركة إلى خارج الطريق. وربما انقلبت المنازل المتحركة رأساً على عقب وتحطمت الحظائر.
- الطرناد (اف2): تتراوح فيه سرعة الرياح ما بين 113 و 157 ميلاً في الساعة. هنا تبدأ أسقف المنازل في الانخلاع، وتتحطم المنزل المتحركة الموجودة في مسار الطرناد. كما يمكن لهذا الطرناد أن يدفع قاطرات السكك الحديدية خارج الخط الحديدي.
- الطرناد (اف 3): تتراوح سرعة الرياح ما بين 158 و207 أميال في الساعة. وهذا الطرناد يتسبب في اقتلاع الأشجار الضخمة من جذورها وتحطيم حوائط المباني وأسطحها الصلبة مثلما تتحطم أعواد الثقاب. وهذا الطرناد يعتبر حاداً ومدمراً.
- الطرناد (اف 4): تتراوح سرعة الرياح فيه ما بين 208 و 240 ميل في الساعة. وهذا الطرناد يقذف بالقاطرات ويقلب الناقلات حمولة 40 طن مثل اللعب. ويخلف هذا النوع دماراً واسعاً.
- الطرناد (اف 5): تتراوح سرعة الرياح فيه ما بين 241 و318 ميلاً في الساعة. إن هذا النوع من الطرانيد يحطم كل ما يقف في مساره، إذ يقذف بالسيارات كالحجارة لمسافات تصل لمئات الأمتار، وحتى المباني يمكنه اقتلاعها بالكامل من الأرض.

## تصنيف الطرانيد
1- طرانيد من الدرجة الأولى وتكون سرعة رياحها من (74 – 95 كم/ساعة).

## كيفية اكتشاف الطرانيد
يمكن اكتشاف بصمة طرناد قمعي بوساطة رادار دوپلر قبل هبوطه إلى الأرض بزمن يصل إلى 20 دقيقة. كما يمكن أن يشير تغير الرياح في السحب بصورة مفاجئة عبر مسافة قصيرة إلى وجود دوامة فعلية أو إلى احتمال حدوثها، كما هي الحال بالنسبة لطرناد قمعي (في الأعلى) شاهده المؤلف في هانستون بولاية كنساس في 16/5/1995. ويبدو طرناد متوسط، وهو الذي يطوق بإحكام، عادة، الطرانيد القمعية، على شاشة رادار تقليدي، وكأنه ذيل له شكل كلاّب أو منجل، في الجانب الجنوبي الغربي من العاصفة الرعدية. أما اللفّة في كلاّب الرادار (في الأسفل) فهي لعاصفة في هانستون، وهي تكشف بدورها عن وجود طرناد قمعي.
ويبين أحد التقارير عن الكوارث العالمية الصادر عن الاتحاد الدولي للصليب الأحمر أن العواصف العاتية والكوارث ذات الصلة بالفيضانات قد تسبب في 60 % من مجموع الخسائر الاقتصادية الناجمة عن الكوارث الطبيعية.
أدت معظم الطرانيد القمعية إلى تدمير ممراتها التي يبلغ عرضها 150 قدمًا وهي تتحرك بسرعة 30 ميلًا في الساعة ـ تقريبًا ـ وتمكث بضع دقائق فقط. وقد يزيد عرض الطرناد على الميل وهو ينساب بسرعة تزيد على 60 ميلًا في الساعة، وقد يبقى على الأرض أكثر من ساعة. والطرانيد القمعية في نصف الكرة الشمالي، كتلك المدمِّرة التي تحدث في الولايات المتحدة وشمال شرقي الهند وبنغلاديش، تدور دائمًا بعكس اتجاه عقارب الساعة عندما تُرى من أعلى. أما الطرانيد القمعية في نصف الكرة الجنوبي ـ كتلك التي تتشكل في أستراليا ـ فإنها تميل للدوران مع اتجاه عقارب الساعة. وهذه الاتجاهات تدعى الاتجاهات الحلزونية أو الطرنادية.
وقد اكتشف <E.M. بروكس> (من جامعة سانت لويس) عام 1949 ـ وهو يدرس الكيفية التي يتغير فيها ضغط الهواء في محطات الرصد الجوي القريبة من الطرانيد القمعية ـ أن هذه الطرانيد القمعية تتولد عادة داخل كتل أكبر من الهواء الدوار تدعى الطرانيد المتوسطة mesocyclones. وقد ظهر على شاشة الرادار في أوربانا بولاية إلينوي عام 1953 طرناد متوسط على شكل ذيل معقوف على الجانب الجنوبي الغربي من الصدى الراداري للعاصفة. ولأن المطر يعكس الموجات المكروية (الصغرية) الصادرة عن الرادار، فإن الشكل المعقوف يشير إلى أن المطر كان يُسحب إلى داخل ستارة تدور بشكل حلزوني (طرنادي). وخلال عام 1957 درس<T..T فوجيتا> (من جامعة شيكاغو) واختبر صورا وأفلامًا التقطها سكان محليون لقاعدة وجوانب عاصفة طرنادية في ولاية داكوتا الشمالية، فوجد أن معظم برج السحابة كان يدور طرناديا.
وفي الستينات، تمكن <K.A. براونين>، خبير أرصاد بريطاني كان في زيارة للمشروع الوطني للعواصف العنيفة National Severe Storms Project، وهو مؤسسة الأبحاث التي كانت قائمة قبل تأسيس المختبر الوطني للعواصف العنيفة (NSSL)، من تشكيل صورة دقيقة للغاية للعواصف الطرنادية، وذلك من معلومات رإدارية جمعت مع بعضها البعض. وقد تبين له أن معظم الطرانيد القمعية تولد داخل عواصف تتصف بالضخامة والعنف سماها الخلايا الفائقة. كما تبين له أن هذه الأنظمة القوية تتطور في بيئات غير مستقرة إلى حد كبير، حيث تتغير فيها الرياح بشكل جذري من حيث الارتفاع. وحيث يتوضع الهواء البارد والجاف فوق هواء دافئ ورطب في طبقة يبلغ عمقها ميلا فوق سطح الأرض. وتفصل بين الكتلتين الهوائيتين طبقة رقيقة ومستقرة، حاجزة عدم الاستقرار.

## التركيب البنيوي للطرناد القمعي
تتشكل خلية فائقة لعاصفة رعدية عندما يخترق هواء دافئ ورطب طبقة مستقرة فوقه ويتحرك إلى الأعلى عبر هواء بارد وجاف. ويميل التيار الصاعد في نصف الكرة الشمالي إلى الشمال الشرقي ويدور عكس اتجاه عقارب الساعة عندما يُنظر إليه من الأعلى. وتُنقص حزم الهواء الدافئة سرعتها داخل طبقة الستراتوسفير وتسقط إلى الأسفل وتنتشر على الجوانب في «السندان». وتهطل أمطار من تيار صاعد مائل متوضع في الجزء الشمالي الشرقي من العاصفة ضمن هواء جاف في المستويات المتوسطة، مبردة إياه، مما يسبب هبوطه نحو الأسفل. وتجذب الحركة الدورانية للخلية الفائقة بعضًا من هذه الأمطار والهواء البارد المحيط بها إلى الجانب الغربي من العاصفة. ويلتقي هواء دافئ وهواء مُبرَّد بالمطر قرب سطح الأرض في حد مضطرب يسمى جبهة الهبات العاصفة. وتميل السحب الحائطية المنخفضة والطرانيد القمعية إلى التشكل على طول هذا الخط قرب طرف مستدق يشير إلى مركز دوران العاصفة.
ويمكن لهذا الحاجز أن يُتلف ويفتح إذا سخنت الشمسُ كتلة الهواء في الطبقة السفلى، أو إذا غزاه نظام طقس آخر. وتعتبر الجبهات الهوائية والتيارات النفاثة واضطرابات الطبقات العليا من الزوار المعتادين للسهول العظيمة خلال موسم الطرانيد القمعية، وكلها قد تدفع الهواء من الطبقات السفلى إلى أعلى. ولأن ضغط الهواء ينخفض مع الارتفاع، فإن حزم الهواء المرتفعة تتمدد وتبرد، وعندما تصل إلى علو مناسب، تبرد بما يكفي لبدء تكثف بخار الماء فيها على شكل قطيرات ضبابية، مشكلة قاعدة سحابة منبسطة.
ويطلق بخار الماء خلال تكاثفه الحرارة الكامنة فيه رافعا درجة حرارة حزم الهواء. وتصل هذه الحزم إلى ارتفاع تصبح فيه أكثر دفئا من محيطها، ومن ثم تعلو بحرية إلى ارتفاعات شاهقة بسرعة تصل إلى 150 ميلا في الساعة، مشكلة رأسًا برجيًا رعديًا. وتعمل الرياح القاصة على تغيير اتجاه الرياح الصاعدة نحو الشمال الشرقي.
وتلتحم قطيرات الماء خلال ارتفاعها لتشكل قطرات مطر. وتتغير قدرة الطفو للحزم الهوائية جزئيا نتيجة ما فيها من ماء وثلج. وعندما تصل هذه الحزم إلى طبقة الستراتوسفير تفقد قوة اندفاعها وتهبط إلى علو نحو ثمانية أميال، حيث تتدفق على الجوانب مشكلة «سندان» العاصفة. وتتبخر قطرات الماء الهاطلة خارج تيار الرياح الصاعدة في هواء جاف متوسط الارتفاع على الجانب الشمالي الشرقي للخلية الفائقة، مما يؤدي إلى تبريد هذا الهواء وهبوطه إلى سطح الأرض. وبمرور الوقت تسحب الأمطار والتيار الهابط إلى جوار التيار الصاعد بقوة دوران العاصفة. وبسبب كون نسبة الرطوبة في الهواء البارد أعلى منها في الهواء الدافئ فإنه يصبح غائما على ارتفاعات أقل إذا ما أُجبر على الارتفاع. وهكذا تتشكل سحابة منخفضة عندما يمتص التيار الصاعد جزءا من هذا الهواء.
وخلافا لمعظم العواصف الرعدية، التي تحوي عدة تيارات صاعدة وأخرى هابطة يتداخل بعضها مع بعض، فإن الخلايا الفائقة تحوي خلية أو خليتين، كل منهما فيها تياران متعايشان أحدهما تيار هابط والآخر تيار صاعد عريض ودوار. ويسمح مستوى التنظيم العالي لخلية فائقة بالاستمرار مدة طويلة في حالة تكاد تكون مستقرة وشديدة الفعالية، مما يفضي إلى تشكيل الطرناد القمعي. وربما بدأت منطقة تيار صاعد، طول نصف قطرها يتراوح بين ميل واحد وثلاثة أميال، بالدوران مع رياح تصل سرعتها إلى 50 ميلًا في الساعة أو أكثر، مشكِّلة طرنادا متوسطا. وقد تُطوِّر العاصفة عندئذ دورانا على علو منخفض، وربما أيضًا طرنادًا قمعًيا ـ عادة إلى الجانب الجنوبي الغربي من التيار الصاعد بالقرب من التيار الهابط المجاور، في حين أن الطرناد المتوسط قد يكون إما تام النمو أو أنه آخذ في التلاشي التدريجي.
وفي نهاية المطاف، يتلاشى الطرناد المتوسط في غطاء من المطر، عندما يقطع تيارَه الصاعدَ قرب سطح الأرض هواءٌ بارد جدًا يهب من قلب التيار الهابط. أما في الخلايا الفائقة المستمرة، فقد يكون طرناد متوسط جديد قد تشكل سلفا على بعد بضعة أميال إلى الجنوب الشرقي من ذلك المتلاشي، على طول جبهة للرياح العاصفة الناشطة ـ وهي الحدود بين كتلتي الهواء الحارة والباردة. وعندئذ قد يتشكل طرناد قمعي جديد بسرعة.

## القوة التدميرية
يكشف الضرر الذي تسببه الطرانيد القمعية للأبنية والمسافات التي تُحمل إليها الأجسام الثقيلة، عن السرعة المفرطة التي تصل إليها الرياح قرب سطح الأرض. ففي السبعينات توصلت مؤسسة أبحاث الكوارث في لوبوك بولاية تكساس، إلى نتيجة مفادها أن حدوث أسوأ الأضرار يتطلب رياحًا تصل سرعتها إلى 275 ميلًا في الساعة. ولاحظ المهندسون أيضًا أن جدران الأبنية المواجهة للرياح، وهي تقع غالبًا في الجنوب الغربي، تسقط بشكل دائم تقريبًا إلى داخل الأبنية ـ مما يدل ضمنا على أن الأبنية إنما تتضرر في معظم الأحيان نتيجة القوة الهائلة للرياح، وليس نتيجة للانخفاض المفاجئ في الضغط الجوي. ونتيجة لذلك لم يعد يُنصح سكان «مجاز الطرانيد القمعية» Tornado Alley في الغرب الأوسط الأمريكي بفتح النوافذ لتقليل الضغط داخل منازلهم. وكانت هذه النصيحة تتسبب في إصابة العديد من الناس بجروح من جراء الزجاج المتطاير عندما يُهرعون لفتح النوافذ، كما لم يعد يقال للسكان إن عليهم أن يختبئوا في الزوايا الجنوبية الغربية من المنزل ـ حيث يكونون معرضين لخطر بالغ بسقوط الجدران فوقهم. ويتم حث السكان حاليا على الاختباء داخل خزانة بوسط المنزل لكي يحصلوا على حماية إضافية من الجدران الداخلية المعرّضة للسقوط.
تعقُّب الطرناد القمعي أدار المختبر الوطني للعواصف العنيفة NSSL مشروعًا لاعتراض الطرناد القمعي في الفترة ما بين عامي 1972 و 1986 وذلك من أجل تحديد متى وأين يمكن أن يظهر طرناد قمعي. وقد حصلت فرق الاعتراض، مبدئيا، على شريط فيلمي لقياس سرعات الرياح القصوى، كما أُمدَّت بـ «حقائق أرضية» لأرصاد الرادار، إلا أن فوائد أخرى تتالت.. فقد لاحظ المتعقبون أن الطرانيد القمعية تتشكل غالبا في أجزاء من عاصفة خالية من الأمطار والبرق، مستبعدين بذلك نظريات اعتمدت على هذه المثيرات في تبرير حدوث الطرانيد القمعية. وفي عام 1975 تم تسجيل طرناد قمعي مضاد نادر. ولأن دورانه كان مغايرا لدوران الأرض، فإنه لم يكن مجرد تجسيم لدوران الكوكب.
واستضاف المختبر الوطني للعواصف العنيفة NSSL مشروعا آخر خلال فصلي الربيع عامي 1993 و 1994 تحت عنوان: تجربة التحقق من مصادر الدوران في الطرانيد القمعية (VORTEX). وبموجب المشروع يقوم أسطول من العربات المقفلة بإجراء قياسات داخل الخلايا الفائقة وقربها. ويتولى قيادة إحدى هذه العربات المنسق الميداني <E.N. راسموسين> وهو من المختبر NSSL، الذي يعمل مع متخصصين في الأرصاد الجوية يتخذون من المراكز الرئيسية في نورمان مقرا لهم لاختيار عاصفة ما كهدف، والقيام بتنسيق كافة الأرصاد التي يجمعونها. وقد زُودت خمس عربات بأجهزة لقياس اتجاه وسرعة الرياح العليا بوساطة بالونات الرصد (السبر) balloon soundings داخل العواصف وبالقرب منها، فيما أقيمت محطات لرصد عناصر الطقس على سقوف 12 عربة أخرى. وثبتت أجهزة هذه المحطات بحيث تكون على ارتفاع عشر أقدام عن سطح الأرض، أي أعلى من الهواء المزاح بوساطة العربات. أما المعلومات التي تجمعها فيتم تخزينها واسترجاعها بوساطة حواسيب موجودة داخل العربات.
وتهدف إحدى هذه العربات الاثنتي عشرة إلى الحصول على فيلم مصور للطرانيد القمعية من أجل تحليلها، وتنشر عربتان أخرى ان تسع سلاحف (قمريات) Turtles، وقد سُمّيت هكذا لأنها تشبه سلاحف البحر في الشكل. وهذه السلاحف هي حزم من الأجهزة وزنها 40 رطلا مصممة لتصمد أمام الطرناد القمعي، وقد زودت بمجسات (محسات) sensors، مخفية تماما بتروس واقية من الرياح لقياس درجات الحرارة والضغط، ووضعت في أمكنة تسبق الطرانيد القمعية، بحيث تبعد إحداها عن الأخرى مسافة 100 ياردة.
وأطلق على العربات التسع الباقية اسم: المسبارات probes؛ ومهمتها الوحيدة جمع معلومات عن الطقس في مناطق محددة من العاصفة. ومهمة المسبار رقم 1 قياس نسبة الزيادة أو النقصان في درجة الحرارة في أمكنة قرب الطرناد القمعي أو الطرناد المتوسط وإلى الشمال منهما، وهي أمكنة يسقط فيها البَرَد بشكل متكرر وفي فترات متقاربة. وقد حطمت حبات البَرَد، التي يبلغ حجم الواحدة منها حجم الكرة اللينة، الزجاج الأمامي للمسبار رقم 1 مرتين في ربيع عام 1995.
بعد أن تلاشى الطرناد في يوم الثلاثاء ذاك، 16/5/1995، هُرعنا نحو الشرق لنكون جنبا إلى جنب مع العاصفة بغية العثور على طرناد متوسط جديد. وقد صادَفَنا، ونحن ننطلق في خط متعرج تحت المطر على طرقات مغطاة بالحصى، صفين من أعمدة الطاقة، يصل عددها إلى ثمانية، مطروحة أرضا في الحقول، وقد قُصمت من علو قدمين عن سطح الأرض. مما يؤكد أنه كان هناك طرناد قمعي شديد محجوبا بالأمطار إلى الشمال الشرقي منا. (قرأت في صحف اليوم التالي أن 150 عمودًا قد سقطت).
ورأينا على بعد نحو 30 ميلًا باتجاه الشرق سحابة حائطية دوارة تشبه قاعدة العمود، متوضعة على بعد بضعة أميال من قاعدة السحابة الرئيسية. وبدا لنا طرناد قمعي ضيق، ليس منطلقا من السحابة الحائطية الداكنة، كما هو معتاد، ولكن من قاعدة سحابة مجاورة أعلى منها. وكانت هذه الدوامة تصل إلى الأرض فترات قصيرة رافعة الحطام، ولكن لم يدم بقاؤها سوى دقائق قليلة كسحابة قمعية عالية، ومن دون أن تَظهر أي إشارات أو دلائل مرئية على وجود اتصال بينها وبين الأرض.
وتشكلت سحابة حائطية جديدة إلى الشمال الشرقي ما لبثت أن صارت من الضخامة والانخفاض بشكل ينذر بالسوء. ولكنها لم تؤد، مع ذلك، إلى تشكل طرناد قمعي. كما تطورت بالقرب من جيتمور عاصفة جديدة في مكان يقع إلى الجنوب من تلك التي كنا نلاحقها. وانطلقنا شمالا لكي نتأكد من أن العاصفة الأولى كانت تَفْقد في حقيقة الأمر إمكانات تشكيل طرناد قمعي، ثم عُدْنا أدراجنا واتجهنا جنوبا نحو العاصفة الجديدة.

## الطرناد الحلزوني
الطرناد الحلزوني هو عاصفة ضخمة، تدور حول مركز من الضغط الجوي المنخفض جدا يُسمى بعين الطرناد، وتتحرك رياحها بسرعات لا تقل عن 119 كيلومترًا في الساعة. يتراوح ارتفاع الطرناد ما بين 8-10 كيلومترات، في حين يتراوح عرضه ما بين 480-650 كيلومترًا، وتتحرك منظومة الطرناد على سطح الكرة الأرضية بسرعة قد تصل إلى 50 كيلومترًا في الساعة.

### كيفية تكوينه
يبدأ تكوين الطرناد الحلزوني غالبًا على هيئة عاصفة رعدية على أحد السواحل -كساحل غرب القارة الأفريقية مثلا-، والتي تتحرك لتصل بنفسها فوق المياه الاستوائية الدافئة للمحيط الأطلنطي. ومن أجل أن تتحول العاصفة الرعدية تلك إلى طرناد حلزوني لا بد من توافر عدة شروط؛ أحدها: ألا تقل درجة حرارة مياه المحيط عن 26.5 درجة مئوية لعمق لا يقل عن 50 مترًا. يبدأ الهواء الدافئ والرطب في الارتفاع بسرعة عن سطح المحيط، والذي ما إن يرتفع حتى يبدأ بخاره في التكاثف، وبالتالي تتكون السحب الرعدية وقطرات الماء. هذا التكاثف من شأنه إطلاق ما يُسمى بالطاقة التكاثفية الكامنة على هيئة حرارة تقوم بدورها بتدفئة الهواء في الطبقات العليا من الجو، والذي يبدأ هو الآخر في الارتفاع؛ لكي يتم تبديله بهواء جديد صاعد من سطح البحر. تستمر هذه العملية من سحب للهواء الدافئ إلى أعلى، والتي تتسبب في خلق رياح دائرة حول مركز العاصفة.
العامل الثاني المهم من أجل تكوين الطرناد الحلزوني هو تواجد رياح على سطح الماء اتجاهاتها مختلفة، إلا أنها تلتقي وتتخبط بعضها ببعض، بالإضافة إلى وجود رياح أخرى قوية ذات سرعات موحدة في الطبقات العليا من الجو. فأما الرياح المتخبطة، فتدفع بالهواء الدافئ إلى أعلى عند التقائها، والذي لا يكون من شأنه إلا إسراع حركة التيار الهوائي الصاعد الذي قد حدث بالفعل كما شرحنا سالفا. وأما الرياح القوية ذات السرعة الموحّدة -والتي تكون على ارتفاع 9000 متر تقريبا-، فتعمل على رفع الهواء الدافئ القادم من أسفل عن مركز الطرناد. هذه الرياح القوية ذات السرعة الموحدة هي المسؤولة عن تنظيم منظومة الطرناد، ولا بد أن تكون سرعاتها موحدة على جميع المستويات، وإلا فقد الطرناد نظامه وضعف.
العامل الثالث الذي يجب توافره من أجل تكوين الطرناد هو وجود فارق في الضغط الجوي بين سطح المحيط وطبقات الجو العليا (على ارتفاع 9000 متر). فالضغط المرتفع في الطبقات العليا فوق مركز الطرناد، يقوم بإزالة الحرارة من الهواء المرتفع إلى أعلى، وبالتالي يدعم دورة ارتفاع الهواء، ويضخم الطرناد. كما أن شفط الهواء ذي الضغط المرتفع إلى داخل مركز الطرناد ذي الضغط المنخفض- من شأنه زيادة سرعة الرياح أكثر وأكثر.
العامل الرابع المهم من أجل تكوين طرناد حلزوني هو بدء تكوين الطرناد على بعد 500 كيلومتر تقريبا من خط الاستواء؛ وذلك لأن دوران الأرض حول نفسها هي التي تساعد الرياح لتدور حول نفسها على شكل حلزوني. ينشأ عن ذلك التفاف للرياح عكس اتجاه عقارب الساعة، وتحرّك الطرناد كله من الشرق إلى الغرب في نصف الكرة الأرضية الشمالي، والتفاف للرياح مع اتجاه عقارب الساعة وتحرك الطرناد من الغرب إلى الشرق في نصف الكرة الأرضية الجنوبي يسمى ظاهرة «تأثير كوريولس» Coriolis effect.
أما مركز الطرناد الحلزوني -المسمى بالعين- فكما ذكرنا، فإنه مركز من الضغط الجوي المنخفض جدا، قد يبلغ عرضه عدة كيلومترات يكون الجو داخله جميلا ولطيفا؛ بحيث تظهر السماء من أعلى صافية، وتكون الرياح بداخله شبه منعدمة، إلا أن ما يتلو هذه العين الساكنة اللطيفة هو أخطر جزء من الطرناد، وهو المعروف بحائط العين، والذي يكوّن الجدار الرياحي الملتف حول مركز الطرناد، والتي تكون رياحه أقوى وأعنف رياح.
متوسط عمر الطرناد الحلزوني 10 أيام تقريبا، إلا أنه بسبب حركته المستمرة لا يؤثر على منطقة واحدة إلا لمدة يوم أو يومين في أغلب الأحيان.
أعلى خط الاستواء يكون موسم الطرانيد الحلزونية ما بين شهري يوليو وأكتوبر في المحيط الأطلنطي و
شرق وغرب المحيط الهادي، أما جنوب خط الاستواء يكون موسم الطرانيد الحلزونية ما بين شهري نوفمبر ومارس في المحيط الهندي وقرابة السواحل الأسترالية.

### كيفية نشوءه
يبدأ تكوين الطرناد الحلزوني غالبا على هيئة عاصفة رعدية على أحد السواحل والتي تتحرك لتصل بنفسها فوق المياه الاستوائية الدافئة للمحيط الأطلسي. ومن أجل أن تتحول العاصفة الرعدية تلك إلى طرناد حلزوني لا بد من توافر عدة شروط :
1- ألا تقل درجة حرارة مياه المحيط عن 26.5 درجة مئوية لعمق لا يقل عن 50 مترًا. يبدأ الهواء الدافئ والرطب في الارتفاع بسرعة عن سطح المحيط، والذي ما إن يرتفع حتى يبدأ بخاره في التكاثف وبالتالي تتكون السحب الرعدية وقطرات الماء. هذا التكاثف من شأنه إطلاق ما يُسمى بالطاقة التكاثفية الكامنة على هيئة حرارة تقوم بدورها بتدفئة الهواء في الطبقات العليا من الجو، والذي يبدأ هو الآخر في الارتفاع؛ لكي يتم تبديله بهواء جديد صاعد من سطح البحر.
تستمر هذه العملية من سحب للهواء الدافئ إلى أعلى، والتي تتسبب في خلق رياح دائرة حول مركز العاصفة.
2- المهم من أجل تكوين الطرناد الحلزوني هو تواجد رياح على سطح الماء اتجاهاتها مختلفة، إلا أنها تلتقي وتتخبط بعضها ببعض، بالإضافة إلى وجود رياح أخرى قوية ذات سرعات موحدة في الطبقات العليا من الجو. فأما الرياح المتخبطة، فتدفع بالهواء الدافئ إلى أعلى عند التقائها، والذي لا يكون من شأنه إلا إسراع حركة التيار الهوائي الصاعد الذي قد حدث بالفعل كما شرحنا سالفا. وأما الرياح القوية ذات السرعة الموحّدة -والتي تكون على ارتفاع 9000 متر تقريبا-، فتعمل على رفع الهواء الدافئ القادم من أسفل عن مركز الطرناد. هذه الرياح القوية ذات السرعة الموحدة هي المسؤولة عن تنظيم منظومة الطرناد، ولا بد أن تكون سرعاتها موحدة على جميع المستويات، وإلا فقد الطرناد نظامه وضعف.
3- الذي يجب توافره من أجل تكوين الطرناد هو وجود فارق في الضغط الجوي بين سطح المحيط وطبقات الجو العليا (على ارتفاع 9000 متر). فالضغط المرتفع في الطبقات العليا فوق مركز الطرناد، يقوم بإزالة الحرارة من الهواء المرتفع إلى أعلى، وبالتالي يدعم دورة ارتفاع الهواء، ويضخم الطرناد. كما أن شفط الهواء ذي الضغط المرتفع إلى داخل مركز الطرناد ذي الضغط المنخفض- من شأنه زيادة سرعة الرياح أكثر وأكثر.
4- المهم من أجل تكوين طرناد حلزوني هو بدء تكوين الطرناد على بعد 500 كيلومتر تقريبا من خط الاستواء؛ وذلك لأن دوران الأرض حول نفسها هي التي تساعد الرياح لتدور حول نفسها على شكل حلزوني. ينشأ عن ذلك التفاف للرياح عكس اتجاه عقارب الساعة، وتحرّك الطرناد كله من الشرق إلى الغرب في نصف الكرة الأرضية الشمالي، والتفاف للرياح مع اتجاه عقارب الساعة وتحرك الطرناد من الغرب إلى الشرق في نصف الكرة الأرضية الجنوبي وذلك يعرف بـــ «تأثير كوريولس» Coriolis Effect.

### قياس الطرانيد القمعية
يتم قياس قوة الطرناد القمعي حسب مقياس «سفير-سمسون» على الشكل التالي:
1. تكلفة الدمار الناشئ = 24 مليون دولار وتتراوح سرعة الرياح من 118/154 كم / ساعة ويحدث أضرار بالأشجار والمنازل المتحركة، وإغراق الطرق الساحلية.
2. تكلفة الدمار الناشئ = 220 مليون دولار وتتراوح سرعة الرياح من 155-177 كم/الساعة ويحدث أضرار بالأشجار والسيارات، وقطع الطرق الساحلية.
3. تكلفة الدمار الناشئ = مليار دولار سرعة الرياح 178-209 كم/الساعة واضراره خلع الأشجار، وأضرار بالمباني الصغيرة. يجب إخلاء المناطق التي ستتعرض لهذه الدرجة،
4. تكلفة الدمار الناشئ = 2.2 مليار دولار وسرعة الرياح 210-248 كم/الساعة ويحدث أضرار بالغة بالأشجار والمباني. إخلاء المنطقة أساسي في هذه الدرجة.
5. تكلفة الدمار الناشئ = 6 مليار دولار وسرعة الرياح أكثر من 249 كم/الساعة ويحدث دمار شامل للأشجار والمباني. لا بد من القيام بإخلاء تام للمنطقة.

لا يمكن توقع حدوث طرناد قمعي حتى الآن، إلا أن هناك عدة طرق لمراقبة الطرانيد منذ بدايات تكوينها ومن أجل ترقّب خط سيرها. أهم هذه الطرق استخدام الصور القادمة من الأقمار الصناعية، ثم عن طريق استخدام طائراتWC-130H المجهزة بأحدث أجهزة الأرصاد الجوية، والتي تقوم بالطيران إلى داخل الطرناد القمعي نفسه من أجل قياس سرعات الرياح والضغط الجوي داخله، بالإضافة إلى قياس سقوط الأمطار.
فيما يلي بعض الإحصائيات الخاصة بالطرانيد القمعية:
- أقوى طرناد قمعي: طرناد «نانسي» في شمال غرب المحيط الهادي في الثاني عشر من سبتمبر عام 1961، والذي بلغت سرعة رياحه 342 كيلومترًا/الساعة.
- أسرع الطرانيد القمعية تكوناً: طرناد «فورست» في شمال غرب المحيط الهادي في شهر سبتمبر 1983، زادت سرعة رياحه 56 كم/الساعة في خلال 6 ساعات، و138 كم/الساعة في خلال يوم واحد.
- أعلى موجة ناتجة عن طرناد قمعي: موجة كان ارتفاعها 13 مترا في طرناد «باثرست باي» بأستراليا عام 1899.
- أضخم طرناد قمعي: طرناد «تب» في شمال غرب المحيط الهادي في أكتوبر 1979، والذي بلغ نصف قطره 1100 م.
- أصغر طرناد قمعي: طرناد «تريسي» بأستراليا في ديسمبر 1974، والذي بلغ نصف قطره 50 مترًا فقط.
- أطول طرناد عمرا: طرناد «جون» في شهريْ أغسطس وسبتمبر من عام 1994، والذي استمر لمدة 31 يوم.
- أكثر الطرانيد تسببا في وفيات: طرناد بنجلادش عام 1970، والذي تسبب حسب أقل التقديرات في 300.000 وفاة.
- أكثر الطرانيد دمارا: طرناد «آندرو» عام 1992، والذي أصاب جزر «ألباهاما»، وولايتي «فلوريدا» و«لويزيانا» الأمريكيتين، والذي قُدِّرت خسائره بـ26.5 مليار دولار أمريكي.

## مستوياتها
1. المستوى الأول أو F1 في هذا المستوى يقتلع الأشجار
2. المستوى الثاني أو F2 في هذا المستوى يقتلع الأشجار وأسطح المنازل
3. المستوى الثالث أو F3 في هذا المستوى تقتلع الأشجار والمنازل وتحدث الفيضانات ونادراً سقوط البرد
4. المستوى الرابع أو F4 هذا المستوى تطير الأشجار والسيارات وحدوث المد والجزر والفيضانات
5. المستوى الخامس أو F5 وهو الغني عن التعريف والذي يرمي السيارات لمئات الأمتار كلعب الأطفال وتصل الفيضانات إلى أسطح المنازل وتغرقها
6. المستوى السادس F6 لم يحدث

## سرعة الرياح
1. f1 تكون سرعة الرياح 99 كم ساعه إلى 100 كم ساعه
2. f2 تكون سرعة الرياح 100 كم ساعه إلى 150كم ساعه
3. f3 تكون سرعة الرياح 150 كم ساعه إلى 199كم ساعه
4. f4 تكون سرعة الرياح 199 كم ساعه إلى 299كم ساعه
5. f5 تكون سرعة الرياح 299 كم ساعه إلى 350كم ساعه
6. f6 تكون سرعة الرياح أكبر من 300 لم تحدث

## الخسائر
1. f1 تخلف مليون دولار
2. f2 تخلف 200 مليون دولار
3. f3 تخلف 300 مليون دولار
4. f4 تخلف 400 مليون دولار
5. f5 تخلف 100 الف مليون دولار
6. f6 لايوجد

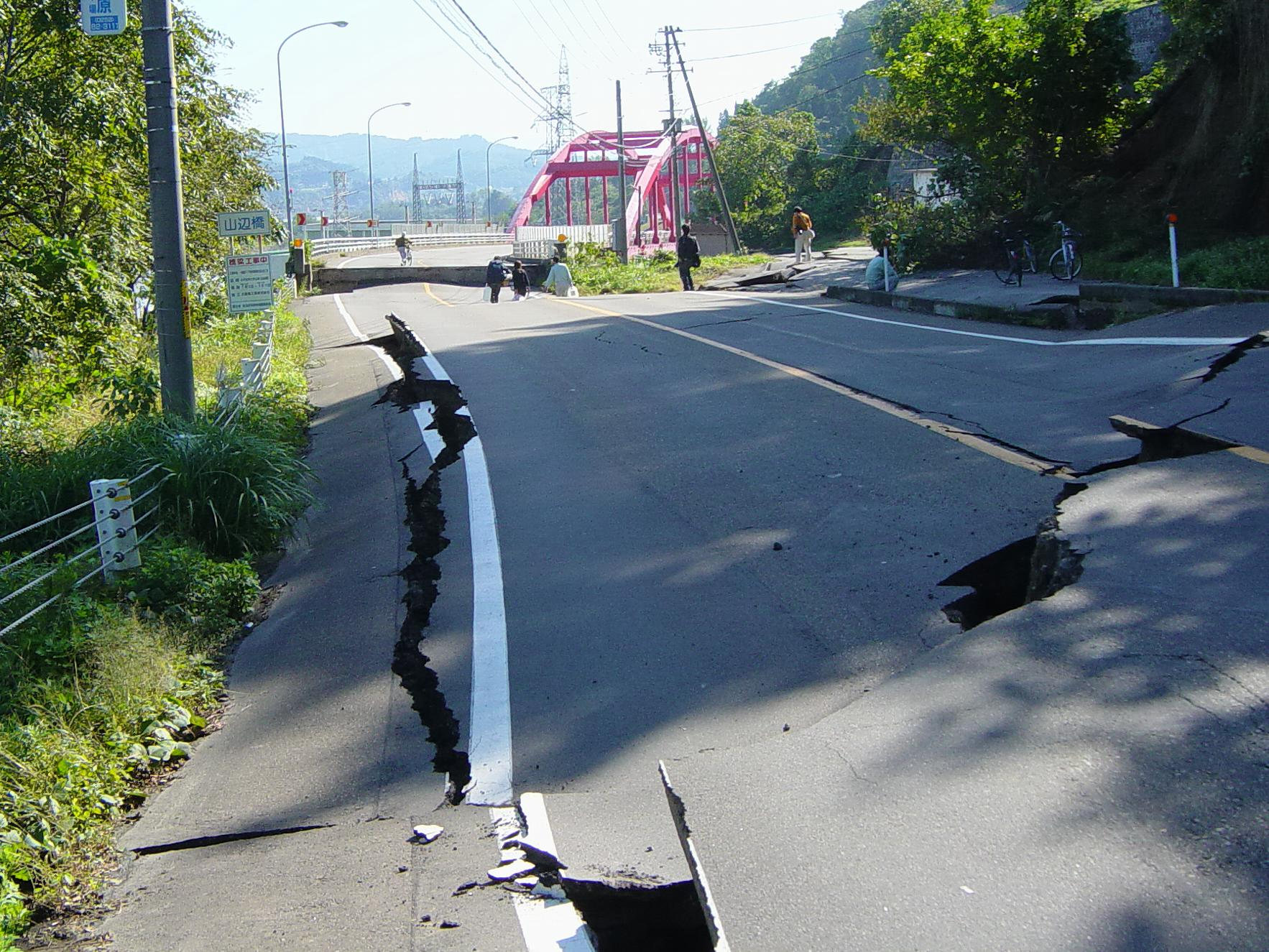
خسائر الأعاصير
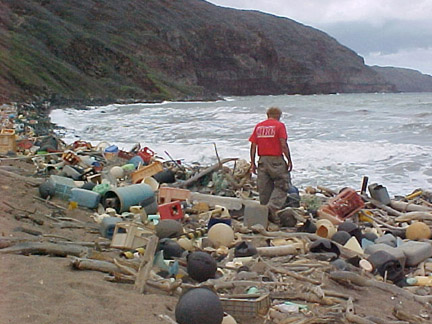
مخلفات الأعاصير
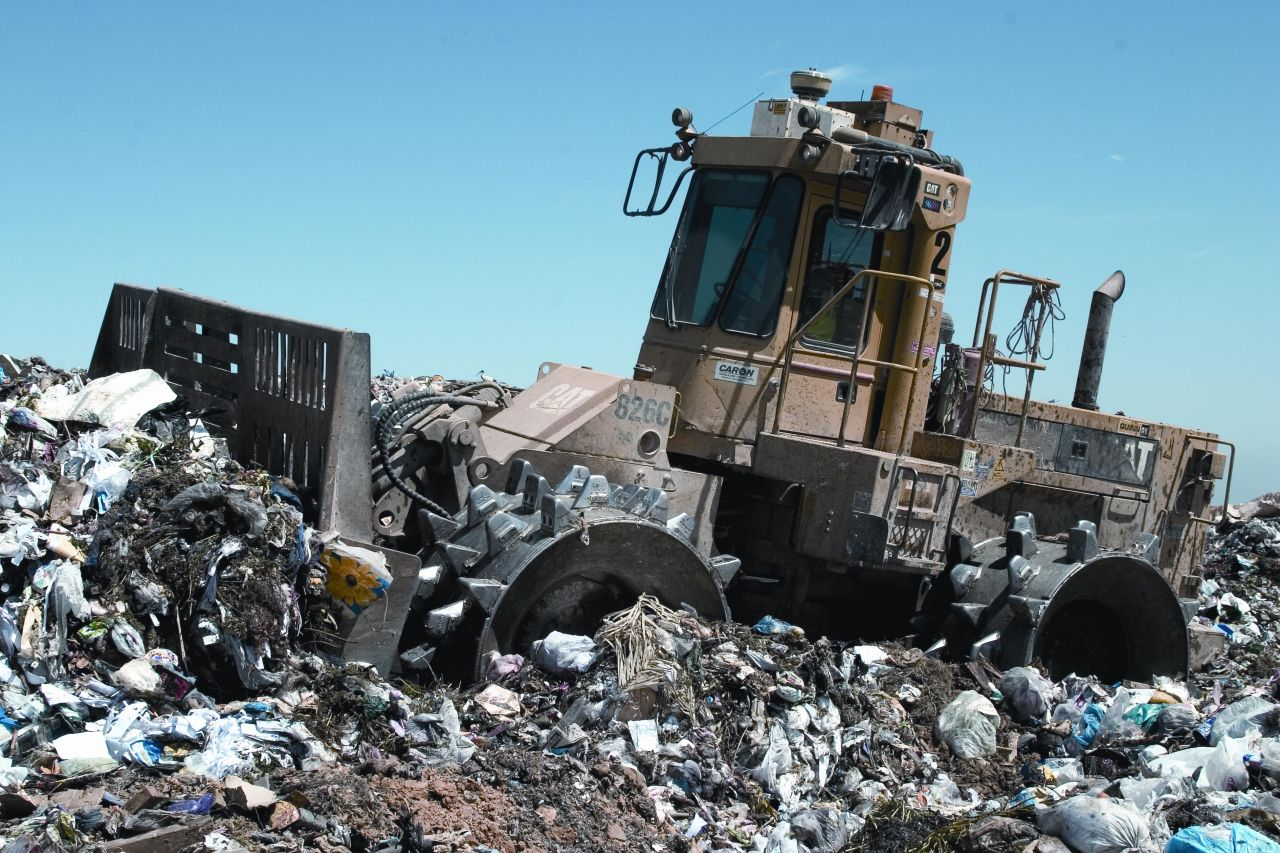
مخلفات الأعاصير

## ايقاف الطرانيد
بدأت الحكومة الأمريكية عام 1962 في القيام بأبحاث حول إمكانية إيقاف الطرانيد الحلزونية قبل وصولها إلى اليابسة، إلا أن المشروع توقف عام 1983 دون التوصل إلى أية نتائج. عالم أمريكي يسمى «هيوولوبي» ما زال يعتقد أنه بالإمكان إيقاف الطرانيد الحلزونية. إحدى أفكاره إحراق كميات من البترول من على مركب قريب من الطرناد الحلزوني من أجل إطلاق كميات كبيرة من السخام الأسود داخل الجو، والتي تقوم بسبب دكانة لونها بامتصاص حرارة الشمس، وبالتالي تكوين تيارات هوائية صاعدة تقوم بتعطيل نظام سير رياح الطرناد. كما فكر العالم الأمريكي في وضع مرآة ضخمة من ورق القصدير في الفضاء، تقوم بعكس أشعة الشمس من أجل تسخين المحيط في نقطة محددة من أجل تغيير مسار الطرناد!